# NGC 786
NGC 786 je galaksija u zviježđu Ovan.

## Vanjske poveznice
- SEDS: NGC 786